# Denis McDonough
Denis McDonough (ur. 2 grudnia 1969 w Stillwater) – amerykański polityk. W latach 2010–2013 zastępca doradcy ds. bezpieczeństwa narodowego w administracji prezydenta Baracka Obamy, w latach 2013–2017 szef personelu Białego Domu i od 2021 do 2025 roku sekretarz spraw weteranów.

## Życiorys

### Młodość
Pochodzi ze wschodniej części stanu Minnesota, dorastał jako jedno z jedenaściorga dzieci rodziny praktykujących katolików. Studiował na katolickiej uczelni Saint John’s University, gdzie uzyskał podwójny licencjat z historii oraz iberystyki. Następnie przez pewien czas podróżował po Ameryce Łacińskiej, był też nauczycielem w szkole średniej w Belize. Po powrocie do USA odbył studia magisterskie w dziedzinie dyplomacji w Szkole Służby Zagranicznej na Georgetown University.

### Początki kariery zawodowej
W 1996 został zatrudniony przez Kongres USA i znalazł się wśród urzędników wspierających członków Komisji Spraw Zagranicznych Izby Reprezentantów. Specjalizował się tam w Ameryce Łacińskiej. W 1999 trafił do osobistego personelu politycznego senatora Toma Daschle'a, gdzie zajmował stanowisko starszego doradcy ds. polityki zagranicznej. Gdy Daschle nie uzyskał reelekcji podczas wyborów w 2004, McDonough przeszedł do biura nowo wybranego senatora Kena Salazara, w którym był dyrektorem ds. legislacyjnych. Następnie był związany z think tankiem Center for American Progress.

### Praca w gabinecie Obamy
W 2007 został głównym doradcą ds. polityki zagranicznej senatora Baracka Obamy. Pozostał na tym stanowisku przez cały okres kampanii prezydenckiej Obamy w 2008, aż do jego wyboru na najwyższy urząd w państwie. W nowej administracji został wysokim urzędnikiem Rady Bezpieczeństwa Narodowego, gdzie początkowo kierował działem komunikacji strategicznej, później był szefem personelu Rady, a w 2010 został zastępcą doradcy ds. bezpieczeństwa narodowego, co dało mu miejsce w ścisłym kierownictwie Białego Domu. Po uzyskaniu przez Obamę reelekcji w listopadzie 2012 i inauguracji jego drugiej kadencji w styczniu 2013 został powołany na szefa personelu Białego Domu, zastępując w tej roli Jacka Lew, przeniesionego do resortu skarbu. McDonough oficjalnie objął obecny urząd 25 stycznia 2013 roku. Jest dwudziestą szóstą osobą pełniącą to stanowisko od jego powstania, w tym już piątą w okresie prezydentury Obamy.

### Sekretarz spraw weteranów
10 grudnia 2020 Joe Biden nominował Denisa McDonougha na stanowisko sekretarza spraw weteranów Stanów Zjednoczonych. 8 lutego 2021 Senat Stanów Zjednoczonych stosunkiem głosów 87–7 zatwierdził nominację McDonougha na to stanowisko. Następnego dnia został zaprzysiężony przez wiceprezydent Kamalę Harris.